# Baghramyan (Baghramyan)
Pour les articles homonymes, voir Baghramyan.
Baghramyan (en arménien Բաղրամյան) est une communauté rurale du marz d'Armavir, en Arménie. Elle compte 1 116 habitants en 2009.